# União Filarmónica do Troviscal
A União Filarmónica do Troviscal é uma associação sem fins lucrativos e com estatuto de Utilidade Pública  que se dedica à prática e ensino da música, com sede na freguesia de Troviscal (Oliveira do Bairro).

## História

### Banda Escolar do Troviscal (1911-1942)
Em 1911 foi fundada a primeira Banda que existiu no Troviscal por iniciativa de José de Oliveira Pinto de Sousa, um professor do ensino primário.
Pela sua qualidade artística, a Banda Escolar do Troviscal foi premiada em diversos certames ganhando assim enorme reputação nacional.
A Banda tornou-se também nacionalmente famosa devido a sérias disputas que sustentou com a Igreja Católica, que culminaram com a excomunhão da Banda pelo Bispo de Coimbra em Novembro de 1922 .
Este conflito com a hierarquia eclesiástica durou cerca de 17 anos e a Banda viria posteriormente a extinguir-se em 1942.

### União Filarmónica do Troviscal (1989-presente)
Em 1989 um grupo de personalidades juntou-se para convidar o maestro Silas de Oliveira Granjo para refundar uma banda na Freguesia.
É criada uma escola para o ensino da música, começando a banda, agora designada União Filarmónica do Troviscal (UFT) , a sua actividade regular como uma outra qualquer banda amadora comunitária portuguesa contando apenas com jovens com idades entre os 6 e 14 anos.
Para além da participação nas tradicionais festas e romarias nacionais, a UFT tem actuado em inúmeros festivais, congressos e a ser distinguida em concursos nacionais e internacionais, destacando-se os seguintes:
- 9th Purmerade - Internationaal Jeugdmuziekfestival, 1998. 1º Prémio com louvor no concurso de solistas (trompete)

- 10th Purmerade - Internationaal Jeugdmuziekfestival, 2002. 1º Prémio na modalidade de concerto. Dois 1º prémios com louvor (saxofone e trompete) e dois 1º prémios (flauta e clarinete) no concurso de solistas

- Junho de 2004, representa Portugal no Festival Internacional de bandas FIJO na cidade Checa de Cheb. [3][4]

- 1º prémio da 2ª Secção (bandas até 70 músicos) no II Certamen Internacional de Bandes de Música Vila de la Sénia, 2008. [5][6]

A 26 de Setembro de 2010, a UFT é convidada num programa do Câmara Clara da 2: intitulado Bandas Filarmónicas 
Em 2011 torna-se na primeira banda portuguesa e comunitária a participar no 15º Congresso Internacional da World Association for Symphonic Bands and Ensembles (WASBE), o mais importante evento artístico e científico que esta associação desenvolve bienalmente.
Desde Outubro de 2001 a banda tem como seu director artístico o maestro André Filipe Oliveira Granjo.

## Trabalhos discográficos seleccionados
- 2011 WASBE Chiayi City, Taiwan: Uniao Filarmonica do Troviscal (2011), Editora Mark Records, ASIN: B00668IFQQ.
- Ratatouille (2010), Editora Cave, ASIN: B004LJY7XC.

## Ligações Exteriores
- Site da União Filarmónica do Troviscal
- União Filarmónica do Troviscal no bandasfilarmonicas.com